# 27302 Jeankobis
27302 Jeankobis este un asteroid din centura principală de asteroizi.

## Descriere
27302 Jeankobis este un asteroid din centura principală de asteroizi. A fost descoperit pe 7 ianuarie 2000 la Socorro, New Mexico, în cadrul proiectului LINEAR. Asteroidul prezintă o orbită caracterizată de o semiaxă mare de 2,27 ua, o excentricitate de 0,03 și o înclinație de 6,9° în raport cu ecliptica.